# فلاديمير سيرجيفيتش فيسوتسكي
فلاديمير سيرجيفيتش فيسوتسكي (بالروسية: Владимир Серге́евич Высоцкий، بالأوكرانية: Володимир Сергійович Висоцький Volodymyr، 18 أغسطس 1954 - 5 فبراير 2021) كان أميرالًا روسيًا وقائدًا للأسطول الشمالي الروسي. في 12 سبتمبر 2007 تم تعيين فيسوتسكي القائد الأعلى للبحرية الروسية، خلفًا لفلاديمير ماسورين الذي تقاعد عن عمر يناهز 60 عامًا في نفس اليوم.

## الحياة المهنية
ولد فيسوتسكي في كومارنو في لفيف أوبلاست في جمهورية أوكرانيا الاشتراكية السوفياتية. التحق بالبحرية وتخرج من مدرسة ناخيموف البحرية العليا للبحر الأسود في سيفاستوبول في عام 1976. تم تعيينه في أسطول المحيط الهادئ الروسي حيث خدم على متن سفن الدورية والفرقاطات والطراد من فئة سفيردلوف الأدميرال سينيافين. في عام 1982 أكمل فيسوتسكي دورات الضباط المتقدمين وأصبح المدير التنفيذي لحاملة الطائرات السوفيتية مينسك.
في عام 1990 كان فيسوتسكي خريج الميدالية الذهبية من أكاديمية إن جي كوزنتسوف البحرية وتم تعيينه كضابط قائد لحاملة الطائرات السوفيتية مينسك. بعد ذلك قاد سربًا من سفن صواريخ أسطول المحيط الهادئ. في عام 1999 حصل على الميدالية الذهبية في أكاديمية الأركان العامة وعين رئيسًا للأركان ثم قائدًا لأسطول القوات المشتركة للأسطول الشمالي الروسي. في عام 2004 تم تعيينه رئيسًا لأركان أسطول البلطيق. في عام 2005 تم تعيينه قائدا للأسطول الشمالي وفي عام 2007 القائد الأعلى للبحرية الروسية. في مايو 2012 خلفه الأدميرال فيكتور تشيركوف كقائد أعلى للقوات المسلحة.
فيسوتسكي متزوج ولديه طفلان.

## الأوسمة والجوائز
- وسام الاستحقاق للوطن من الدرجة الرابعة بالسيوف (1 أكتوبر 2008).
- وسام الاستحقاق العسكري.
- وسام الخدمة للوطن في القوات المسلحة لاتحاد الجمهوريات الاشتراكية السوفياتية، الدرجة الثالثة.